# Alberto Ponce Delgado
Alberto Ponce Delgado (Montevideo, 30 de junio de 1926 - ibidem, 10 de octubre de 2015) fue un ingeniero civil uruguayo reconocido internacionalmente como investigador, docente y proyectista, cuya pasión profesional fueron los puentes.

## Biografía
Estudió Ingeniería Civil en la Universidad de la República, en la que recibió el título de Ingeniero Civil en 1957, con la distinción de Medalla de Oro.
Desde muy joven, durante sus estudios universitarios, comenzó su actividad docente y de investigador. Desarrolló su actividad académica durante 61 años, hasta 2010.
Como discípulo del Ing. Julio Ricaldoni se dedicó al estudio experimental de estructuras por medio de fotoelasticidad y modelos (1959). Obtuvo becas de estudio y realizó trabajos de investigación en Francia, Holanda y Portugal: 
- Laboratorio Central de Ponts et Chausées-Paris. 1958
- Instituto Technique des Batiments et Travaux Publiques-Paris. 1959
- Technische Hogeschool- Delft - Holanda. 1959
- Laboratorio de Engenharia Civil -  Lisboa

## Perfil Profesional
- Miembro de la Academia Nacional de Ingeniería del Uruguay desde 1977.
- Presidente de la Asociación de Ingenieros del Uruguay (períodos 1985-87 y 1987-89).
- Miembro del Rotary Club Montevideo desde 1989.
- Miembro Correspondiente de la Academia Argentina de Ingeniería. 1999
- Miembro de la Academia Panamericana de Ingeniería, con Académicos de las Américas del Norte, Central y Sur. 2000.
- Exmiembro del Directorio de UPADI (Unión Panamericana de Asociaciones de Ingenieros).
- Presidente de ALCONPAT (Uruguay) – Asociación Latinoamericana de control de calidad, patología y recuperación de la construcción en el período 2008- 2010, y Vicepresidente en el periodo 2003 - 2007.
- Fundador de la empresa INVIAL Ingenieros Consultores S.R.L. participando en todas las actividades de la empresa desde 1972 hasta 2012.

## Actividad académica

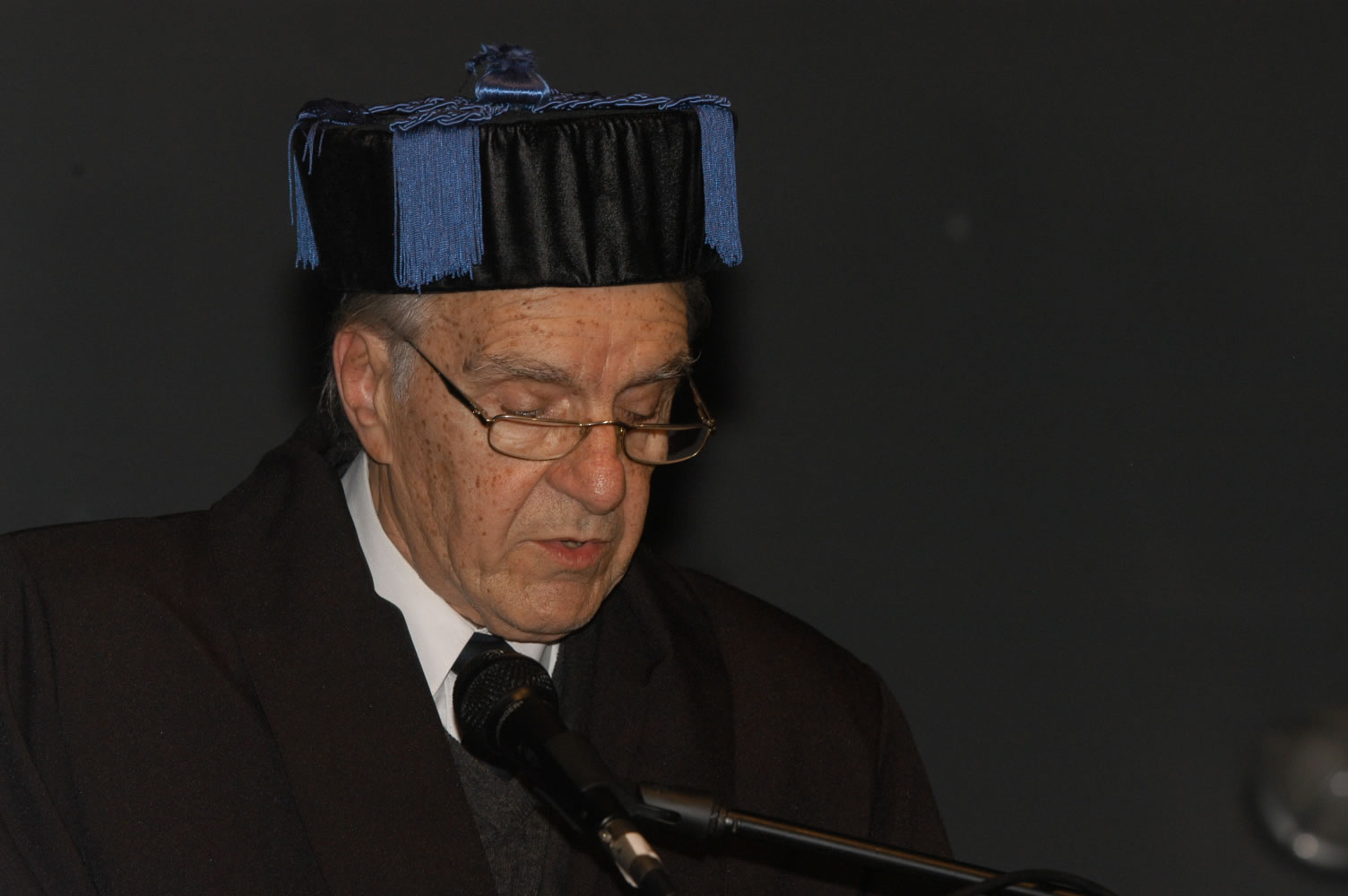
Decano Alberto Ponce Delgado en una ceremonia de graduación, Universidad de Montevideo.

- 61 años de docencia en la Facultad de Ingeniería de la Universidad de la República, comenzando en 1950 como Profesor de clases prácticas de Matemáticas, luego clases prácticas y teóricas de Resistencia de Materiales, Teoría de la Elasticidad, Análisis Experimental de Estructuras, 35 años como Profesor grado 5 de la materia Puentes.
- Decano de la Facultad de Ingeniería de la Universidad de Montevideo, así como catedrático de la materia Puentes en dicha Universidad, desde el año 1997 hasta 2010 .[2]

## Reconocimientos
- Designado por la Asociación de Ingenieros del Uruguay, conjuntamente con el Ing. Eladio Dieste, Ingeniero Destacado 1995.
- Premio “Génesis” del Ministerio de Industria, Energía y Minería a los inventores nacionales por la realización de “Refuerzos de puentes existentes” con un sistema especial con cables de postensado. 1999.
- Premio Rioplatense del Rotary Club de Buenos Aires. 2005
- Decano Emérito de la Facultad de Ingeniería de la Universidad de Montevideo. 2011

## Actividad profesional

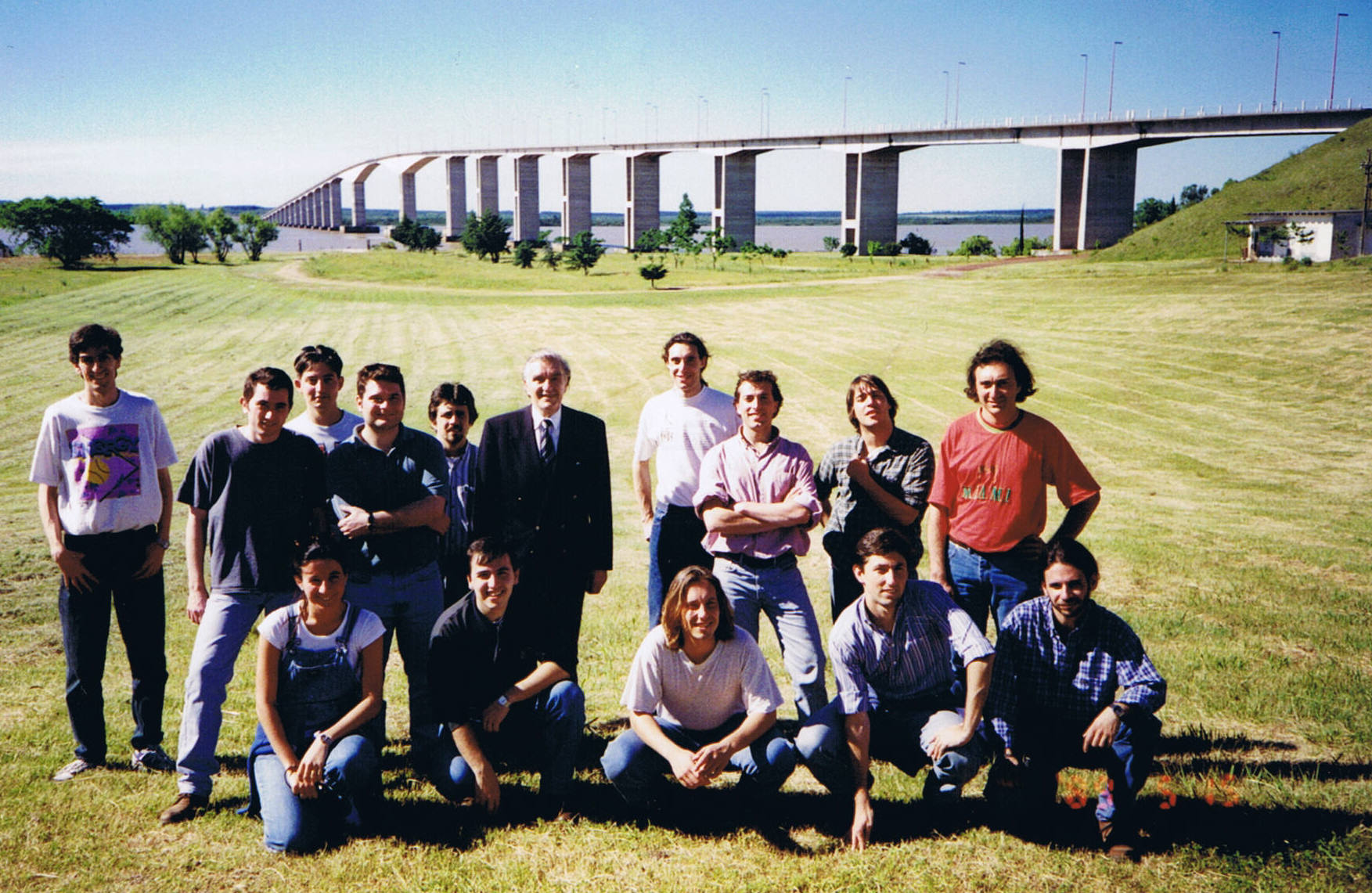
Puente General San Martín, Alberto Ponce Delgado con un grupo de alumnos.

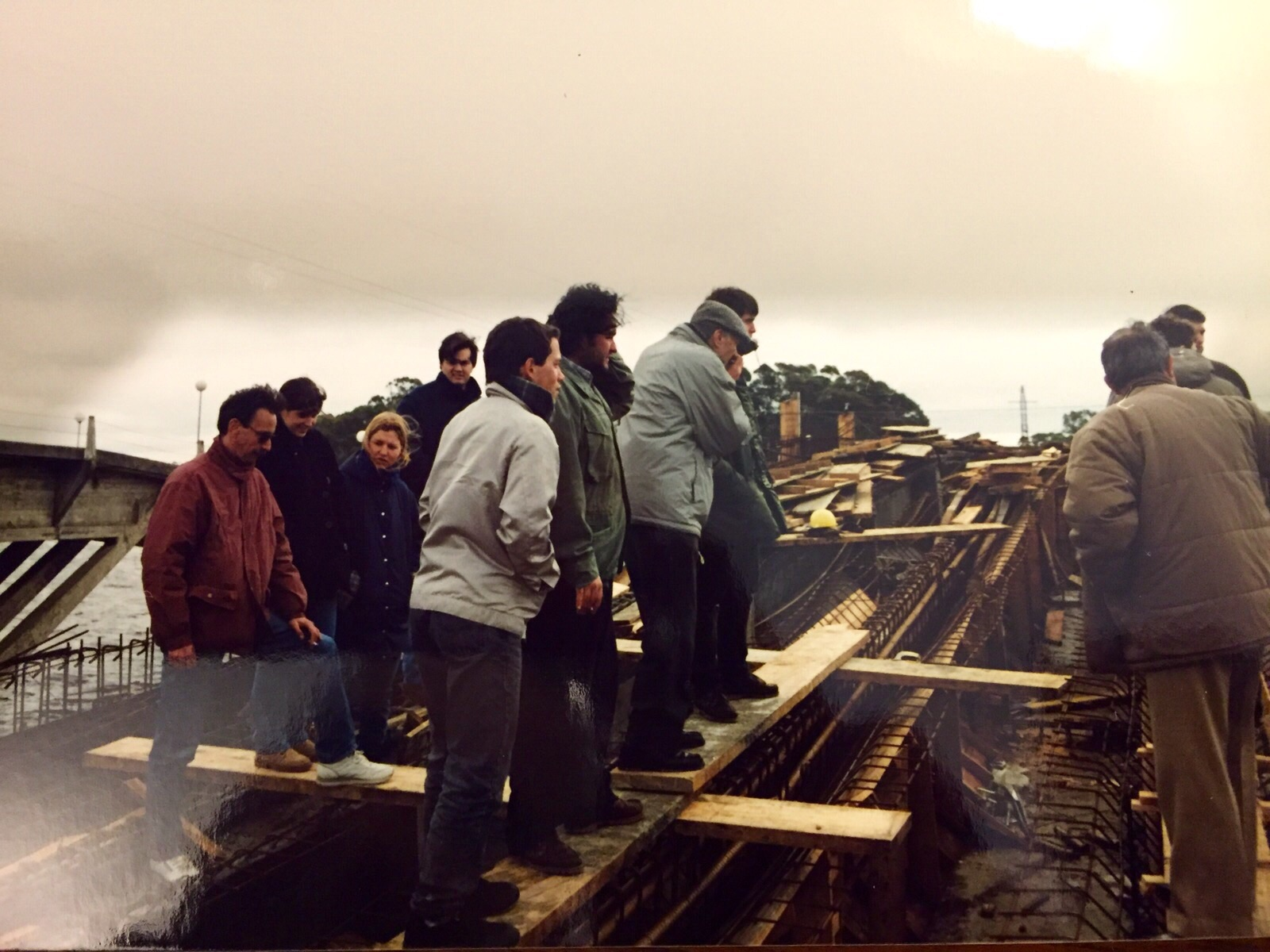
Una visita de estudio durante la construcción del segundo puente ondulado de la Barra de Maldonado.

El Ing. Ponce Delgado ha sido proyectista de numerosos puentes, bóvedas, estructuras de estadios, edificios, proyectos de muelles en puertos, carreteras, aeropuertos, etc.,  entre los que cabe mencionar:
- Director del proyecto y director general de la obra del Puente Libertador General San Martín (Fray Bentos-Puerto Unzué)[3] sobre el Río Uruguay de 3408 m de longitud. Puente récord mundial en hormigón postensado con su tramo central de 220 m de luz.  El anterior récord fue el del Puente en Bendorf sobre el Río Rhin en Alemania.
- Proyecto de Puente sobre el Río Negro. Proyecto de Puente Ferroviario, luego mixto y finalmente carretero en Ruta 6 (km 329). Longitud 2080 m (el más largo del interior de Uruguay) (1985)
- Realización de proyecto y cálculo de estructura del Puente sobre Arroyo Carrasco – Ruta 10, para la empresa Techint. Trabajos de asesoramiento para la obra.
- Realización del proyecto para las Marinas 3, 4 y 5 del puerto de Punta del Este para la empresa Saceem. Asesoramiento en obra.
- Proyecto del segundo puente sobre la Barra de Maldonado, paralelo al Puente Leonel Viera y diseñado como gemelo de éste. Puente en hormigón postensado con un sistema especial, en donde se combinan cables adherentes y no adherentes con una forma ondulada de características muy especiales. Luz central 90 m (1998)
- Puente de madera de tablero colgante sobre el Arroyo Fray Bentos, luz del tramo 50 m en Intendencia Municipal de Río Negro.
- Cálculo de verificación de grandes cargas: grúas, etc. en diferentes puentes de las rutas del paìs.
- Diseño y cálculo del futuro muelle “C” multipropósito, dentro del puerto de Montevideo en la dársena 2, para la ANP
- Diseño y cálculo de la infraestructura portuaria, y muelle para la Planta de celulosa en Fray- Bentos de Botnia.
- Diseño y cálculo de la estructura del proyecto de la reforma del Teatro Solís, construido en 1850. Se requirió solucionar aspectos muy particulares.
- Proyectos de Refuerzos de 1,2 km de muelles del Puerto de Montevideo para la ANP.
- Proyecto de Ampliación del Muelle de Escala del Puerto de Montevideo.
- Distintas verificaciones de estructuras de todos los Muelles del Puerto de Montevideo para la colocación de diferentes grandes grúas para la Empresa Montecon S.A. Cargas y Servicios S.A. y Fortemar S.A.
- Integrante del equipo que tuvo a su cargo la realización del Plan Maestro del Puerto de Montevideo, contratado por la empresa española INTECSA.
- Proyecto y Dirección de Obra de Pistas y calles de rodaje de la Ampliación del Aeropuerto Capitán Curbelo en Laguna del Sauce en Maldonado.
- Proyectos de  restauración, ensanche y refuerzo de numerosos puentes para la Dirección Nacional de Vialidad del MTOP.
- Refuerzo de puente metálico sobre el Aº. San Francisco en Minas (Ruta 8).
- Proyecto de estructura del Estadio Cerrado Municipal de Paysandú.
- Proyecto de estructura de la Terminal de Ómnibus de Paysandú.
- Cálculo estructural del Palacio de Justicia, (Torre Ejecutiva) correspondiente al proyecto inicial y a las sucesivas adaptaciones al cambio de destino.
- Proyecto de estructura del Estadio Deportivo Campus de Maldonado.
- Proyecto del Estadio Municipal de Montevideo (excluido techo) (Cilindro Municipal).
- Proyecto de estructura de Paraboloides hiperbólicos para la Terminal de Ómnibus suburbanos en Montevideo.
- Proyecto y cálculo de estructura prefabricada para la ampliación de la planta embotelladora de Coca-Cola (con luces de 17,5 y 22 m).
- Pasaje superior ferroviario en Fray Bentos sin interrumpir el paso del tren. Calle Roberto Young.
- Proyecto de Remodelación de varias Rutas Nacionales para el MTOP y asesoramiento en obra.
- Grandes estructuras de secadora y germinadores (con techos planos de hormigón armado colgantes con tensores postensados, 30 m de diámetro) para la Fábrica de Cerveza Norteña de Paysandú.
- Proyecto de estructura del Shopping Center de Punta Carretas en asociación con los ingenieros H. Fernández Tuneau y B. Lichtenstein.
- Bóvedas para diversos locales industriales en Montevideo y Buenos Aires con luces entre 20 y 42 m y con espesores de 5 cm
- Multiplicidad de otros proyectos de Puentes, de Estructuras de Edificios, Edificios  Industriales, escuelas, liceos  y viviendas.
- Supervisión de todos los estudios de suelos que realiza la empresa INVIAL INGENIEROS CONSULTORES S.R.L. hasta el año 2012.

## Congresos, seminarios y conferencias
- Participó en Jornadas Sudamericanas de Ingeniería Estructural desde 1953 a la fecha, publicado trabajos, dictado conferencias y concurrido a Congresos Internacionales de su especialidad en diversos países: Argentina, Cuba, Chile, EE.UU, España, Francia, Holanda, Uruguay, Brasil, Panamá y Honduras.
- Publicó diversos artículos en Revistas y en publicaciones de congresos sobre Métodos de Cálculo Estructural.